# Southwest Harbor (condado de Hancock)
Southwest Harbor es un lugar designado por el censo ubicado en el condado de Hancock en el estado estadounidense de Maine. En el Censo de 2010 tenía una población de 720 habitantes y una densidad poblacional de 206,38 personas por km².

## Geografía
Southwest Harbor se encuentra ubicado en las coordenadas 44°16′42″N 68°19′43″O / 44.27833, -68.32861. Según la Oficina del Censo de los Estados Unidos, Southwest Harbor tiene una superficie total de 3,49 km², de la cual 3,49 km² corresponden a tierra firme y (0%) 0 km² es agua.

## Demografía
Según el censo de 2010, había 720 personas residiendo en Southwest Harbor. La densidad de población era de 206,38 hab./km². De los 720 habitantes, Southwest Harbor estaba compuesto por el 96,94% blancos, el 0,28% eran afroamericanos, el 0% eran amerindios, el 0,42% eran asiáticos, el 0% eran isleños del Pacífico, el 0,69% eran de otras razas y el 1,67% pertenecían a dos o más razas. Del total de la población el 1,11% eran hispanos o latinos de cualquier raza.